# Idle-анимация
Idle-анимация (также анимация бездействия) в видеоиграх — это движения, которые совершаются персонажем игрока в том случае, если он не выполняет никаких действий.

## История
Одной из первых игр, в которой была анимация бездействия, была Android Nim 1978 года. Андроиды моргают, оглядываются и, кажется, разговаривают друг с другом, пока игрок не отдаст приказ.Еще два ранних примера Maziacs и The Pharaoh's Curse 1983 года выпуска. Анимация бездействия стали чаще использоваться на протяжении всего 16 битой эры. Включение анимации бездействия было сделано для придания индивидуальности играм и их персонажам, поскольку это единственные внутриигровые действия, помимо кат-сцен, где персонажи могут действовать независимо от действий игрока. Продолжительность и детали анимации бездействия могут зависеть от взаимодействия между игроком и персонажем. Например, анимация бездействия игрока от третьего лица стала длиннее, чтобы не выглядеть роботизированной при повторном просмотре. В современных 3D-играх анимация простоя делается для придания реалистичности. В играх, ориентированных на более молодую аудиторию, анимация простоя, скорее всего, будет сложной или юмористической. Для сравнения, игры, ориентированные на более взрослую аудиторию, обычно включают в себя более простую анимацию бездействия.